# Dół nadgrzebieniowy

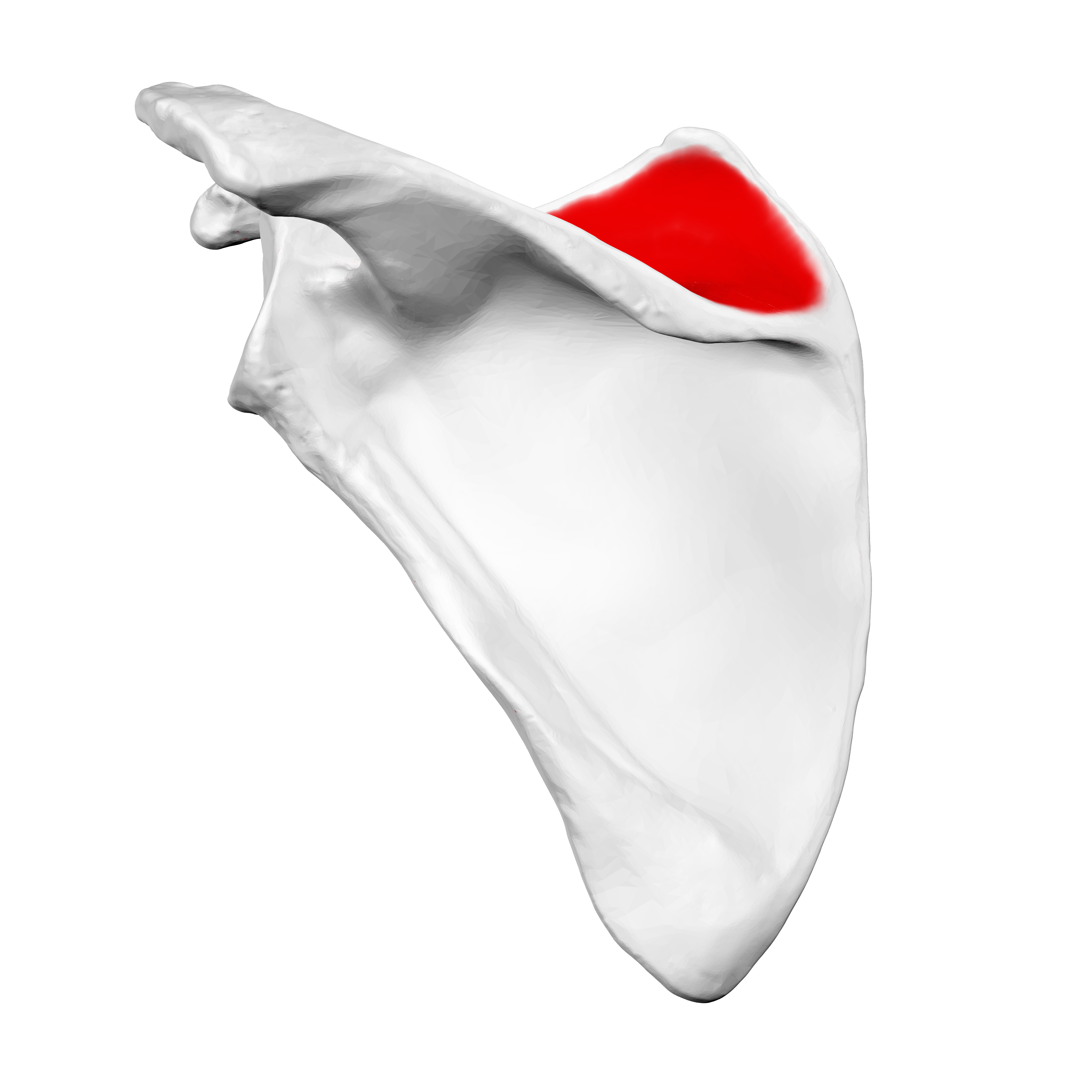
Powierzchnia tylna (grzbietowa) łopatki. Dół nadgrzebieniowy zaznaczony na czerwono.

Dół nadgrzebieniowy (łac. fossa supraspinata, ang. supraspinatous fossa) – wgłębienie znajdujące się na powierzchni grzbietowej łopatki. Dół nadgrzebieniowy zajmowany jest przez mięsień nadgrzebieniowy, którego przyczep początkowy znajduje się w przyśrodkowej części wgłębienia.

## Struktura
Wgłębienie może zostać wyeksponowane poprzez usunięcie skóry, powięzi grzbietu oraz mięśnia czworobocznego.
Dół nadgrzebieniowy graniczy od dolnej strony z grzebieniem łopatki, z wyrostkiem barkowym od bocznej strony oraz kątem górnym łopatki od strony górnej.

### Ukrwienie i unerwienie
We wgłębieniu znajduje się nerw oraz tętnica nadłopatkowa, której tylna gałąź zaopatruje leżący we wgłębieniu mięsień nadgrzebieniowy. Dodatkową gałąź oraz anastomozę tętnicy nadłopatkowej stanowi również tętnica grzbietowa łopatki. Nerw nadłopatkowy wychodząc ze splotu ramiennego przechodzi przez wcięcie łopatki dochodząc do dołu nadgrzebieniowego unerwiając mięsień nadgrzebieniowy.

## Dodatkowe ilustracje

Dół nadgrzebieniowy zaznaczony na czerwono
Dół nadgrzebieniowy zaznaczony na czerwono